# Jim Thorpe
Jacobus Franciscus "Jim" Thorpe, (Fox: Wa-Tho-Huk) (28. maj 1887 i Prague, Oklahoma, USA – 28. marts 1953 i Lomita, Californien, USA), indfødt amerikaner fra Sac og Fox stammen, anses for en af de mest alsidige sportsmænd i moderne sport.
Atletik var sportsdisciplinen han brugte mindst tid på, men det var her han blev internationalt kendt. Amerikansk fodbold havde hans største interesse.
Han vandt to olympiske guldmedaljer i atletik, én i tikamp og én i femkamp (som var på det olympiske program på dette tidspunkt) ved de olympiske lege i Stockholm i 1912, hvor han satte verdensrekord i tikamp. Denne rekord blev først slået 14 år senere. Ved disse lege blev han sideløbende nummer fire i højde- og nummer syv i længdespring. I både femkamp som tikamp var særlige præmier, i tikamp blev denne skænket af Kong Gustav 5. af Sverige, ved sejersceremonien skal den svenske konge have sagt til sejrherren Thorpe: "You Sir, are the best athlete in the world!" og Thorpe skal have svaret: "Thanks, King.".
Kort efter de olympiske lege i Stockholm, hvor Thorpe blev hyldet som legenes største personlighed afsløredes det, at han havde spillet et par ferie-baseball kampe i 1909 og havde modtaget lidt småpenge for ulejligheden. Med 1912's syn på amatøridræt var denne minimale overtrædelse af et mere end rigeligt til en diskvalifikation fra de olympiske discipliner og udelukkelse fra amatøridræt for altid. En af mændene bag diskvalifikationen var Thorpes holdkammerat, Avery Brundage, som også deltog i fem- og tikampen. Brundage blev senere formand for den Internationale Olympiske Komite i årene 1952-1972.
Op gennem årene forsøgte adskillige indflydelsesrige mennesker, komiteer og organisationer at få IOC's dom over Thorpe fra 1912 omstødt, men det lykkedes ikke. Efter Thorpes død var der stadig kræfter i gang for at få ændret kendelsen. Først i 1982, 70 år efter de olympiske sejre og den følgende diskvalifikation, 29 år efter Jim Thorpes død, omstødte den olympiske komite den gamle kendelse, Jim Thorpe genindsattes, posthumt, som olympisk tikampsmester og olympisk rekordindehaver for 1912 ved de olympiske lege i Stockholm.

## Jim Thorpes sportslige aktiviteter
- Atletik – verdensrekord i tikamp.
- Amerikansk fodbold – professionel i topligaen for blandt andet Cleveland, Canton Bulldogs, Marion, Toledo[hvilken?] og New York. Han spillede 52 NFL-kampe og sluttede som fodboldspiller, 41 år gammel.
- Baseball – professionel i topligaen, blandt andet hos New York Giants. Spillede i syv sæsoner.
- Basketball – professionel for The famous Haskell Indians, 1927 – 1928 . (Det blev først kendt at Thorpe spillede basketball i 2005, og fremgår ikke af nogen nuværende biografier).
- Dans – dygtig ballroom-danser.
- Lacrosse – en af USA’s bedste spillere.

## Anden information
Jim Thorpe var enægget tvilling. Tvillingebroderen, Charlie, døde af lungebetændelse i niårsalderen.

## Eftermæle
Jim Thorpes liv blev indspillet som film i 1951 med Burt Lancaster i rollen som Thorpe i filmen Jim Thorpe – All-American.